# 萨尔特河畔莫拉讷-多姆赖
萨尔特河畔莫拉讷-多姆赖（法語：Morannes sur Sarthe-Daumeray，法語發音：[mɔʁan syʁ saʁt domʁɛ] ⓘ）是法国曼恩-卢瓦尔省的一个市镇，位于该省北部，属于昂热区。

## 历史
萨尔特河畔莫拉讷-多姆赖建于2017年，由以下两个市镇合并而成：
- 萨尔特河畔莫拉讷（Morannes-sur-Sarthe）
- 多姆赖（Daumeray）

其中萨尔特河畔莫拉讷为政府驻地，其于前一年由市镇莫拉讷（Morannes）和萨尔特河畔舍米雷（Chemiré-sur-Sarthe）合并而成。

## 地理
萨尔特河畔莫拉讷-多姆赖（47°44'47"N, 0°24'56"W）面积87.88 平方千米，位于法国卢瓦尔河地区大区曼恩-卢瓦尔省，该省份为法国西部内陆省份，大致对应安茹地区，北起顺时针与马耶讷省、萨尔特省、安德尔-卢瓦尔省、维埃纳省、德塞夫勒省、旺代省、大西洋卢瓦尔省和伊勒-维莱讷省接壤。

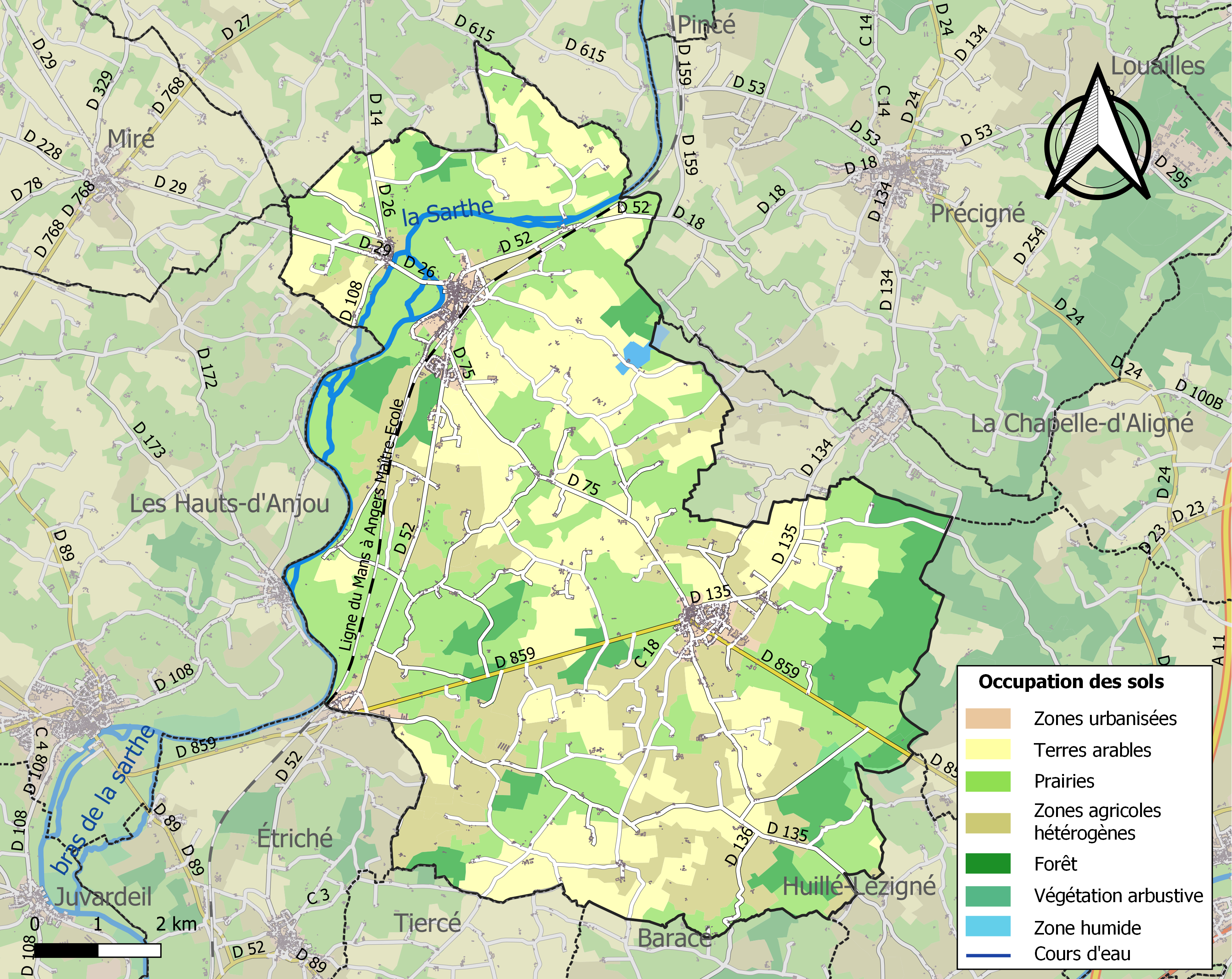
萨尔特河畔莫拉讷-多姆赖的OSM定位图

与萨尔特河畔莫拉讷-多姆赖接壤的市镇（或旧市镇、城区）包括：于耶-莱济涅、莱欧当茹、圣但尼当茹、巴拉塞、蒂耶尔塞、埃特里谢、佩圣母村、普雷西涅、迪尔塔勒。
萨尔特河畔莫拉讷-多姆赖的时区为UTC+01:00、UTC+02:00（夏令时）。

## 行政
萨尔特河畔莫拉讷-多姆赖的邮政编码为49640，INSEE市镇编码为49220。

## 政治
萨尔特河畔莫拉讷-多姆赖所属的省级选区为蒂耶尔塞县。

## 人口
萨尔特河畔莫拉讷-多姆赖于2022年1月1日时的人口数量为3694人。